# Federico Silva (Maler)
Federico Silva (* 16. September 1923 in Mexiko-Stadt; † 30. November 2022) war ein mexikanischer Maler und Bildhauer.

## Biografie
Auf dem Weg, seine künstlerischen Fertigkeiten autodidaktisch zu erlernen, assistierte Silva zeitweise im Atelier von David Alfaro Siqueiros bei der Entstehung der Wandbilder für den Palacio de Bellas Artes. Ab 1935 war er Chefredakteur einer gemeinsam mit Diego Rivera, Siqueiros, Leopoldo Méndez, José Revueltas und anderen Künstlern gegründeten Kunstzeitschrift. Anfangs eher realistisch, wurden seine Werke zunehmend kinetischer und abstrakter in ihrer Charakteristik. Zu seinen Werken zählen Wandgemälde, Reliefs und Skulpturen im öffentlichen Raum, teilweise von monumentaler Gestalt, die außer in Mexiko auch in Polen, den Vereinigten Staaten, in Kuba, Jamaika und Japan zu sehen sind. Seit 1946 präsentierte er seine Werke in zahlreichen nationalen und internationalen Ausstellungen. 1977 entwarf er den Raum „Espacio Escultórico“ an der Universidad Nacional Autónoma de México (UNAM) und wurde zum Koordinator der Künstler, die dort teilnahmen, unter anderem waren auch Helen Escobedo, Manuel Felguérez und Mathias Goeritz darunter. Silva war weltweit der erste Künstler, der bei einer Veranstaltung kinetischer Kunst einen Laser einsetzte. 2002 zeigte er im Centro Nacional de las Artes seine erste Digitale-Kunst-Ausstellung.
Silva erhielt 1961 einen Ehreneintrag im Ehrensalon der Malerei, dem „Primer Salón de Pintura“, des Instituto Nacional de Bellas Artes y Literatura (INBAL). Seit 1969 ist er Gast der französischen Ranchemont-Gesellschaft. Er ist seit 1991 Mitglied der Academia de Artes und 1993 wurde ihm vom Consejo Nacional para la Cultura y las Artes der Ehrentitel „Creador Emérito“ für seine bildnerische Schöpfertätigkeit verliehen.
Nach Silva ist das Museo Federico Silva.Escultura Contemporánea in San Luis Potosí benannt.

## Auszeichnungen
- 1987: Verdienstmedaille der UNAM
- 1995: Nationalpreis für Wissenschaften und Künste
- 1995: Verdienstmedaille der Universidad Autónoma de Tlaxcala